# الکساندر سرگیوویچ منشیکوف
الکساندر سرگیوویچ منشیکوف (به روسی: Алекса́ндр Серге́евич Ме́ншиков) (۲۶ سپتامبر ۱۷۸۷ – ۱ مه ۱۸۶۹) نجیب‌زاده، سیاستمدار و فرمانده نظامی روسی بود. او در سال ۱۸۱۷ به عنوان ژنرال آجودان و در سال ۱۸۳۳ به عنوان دریاسالار منصوب شد.

## تولد و آغاز فعالیت
الکساندر سرگیوویچ منشیکوف در ۲۶ سپتامبر ۱۷۸۷ در سنت پترزبورگ به دنیا آمد. او یکی از نوادگان الکساندر دانیلوویچ منشیکوف دوک اینگریا و از اعضای خاندان اشرافی گلیتسین در روسیه بود. منشیکوف در سال ۱۸۰۹ به عنوان وابسته سفارت در وین به خدمت روسیه درآمد. او با تزار الکساندر یکم، امپراتور روسیه نزدیک شد و او را در طول مبارزاتش در جنگ‌های ناپلئونی همراهی کرد. در سال ۱۸۱۷ منشیکوف به عنوان سرپرست فرماندهی ستاد کل روسیه منصوب شد و در سال ۱۸۲۳ در وزارت امور خارجه مشغول به کار شد. منشیکوف در سال ۱۸۲۴ از خدمت در ارتش بازنشسته شد.

## فرمانده نظامی و سفارت

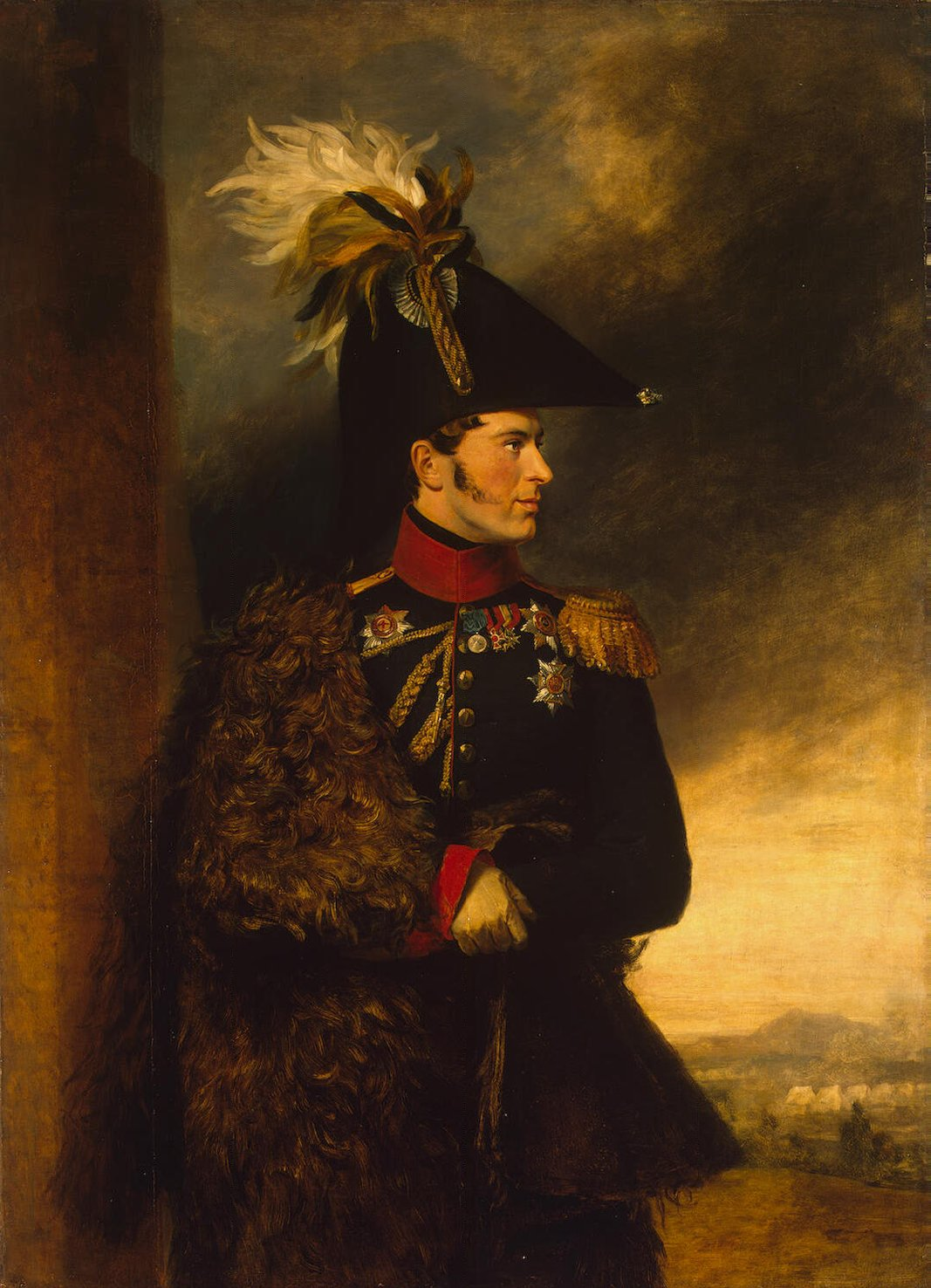
پرتره «الکساندر منشیکوف» اثر جرج داو در ۱۸۲۶م

در جریان آغاز جنگ ایران و روسیه (۱۸۲۶–۱۸۲۸) و موفقیت ابتکار عباس میرزا در تهران، منشیکوف در حصر خانگی قرار گرفت. او توسط امپراتور نیکلای یکم به ریاست ستاد نیروی دریایی امپراتوری روسیه و وزارت کابینه منصوب شد. منشیکوف در مارس ۱۸۲۶، به عنوان سفیر فوق‌العاده به تهران فرستاده شد تا جلوس نیکلای یکم را بر تخت سلطنت روسیه به اطلاع دربار ایران برساند. وی خشونت گفتاری و رفتاری در برخورد با ایرانیان از خود نشان داد. او در جریان محاصره وارنا در سال ۱۸۲۸، از خود جسارت بسیار نشان داد. در سال ۱۸۳۰ به عضویت شورای دولتی درآمد. در سال ۱۸۳۱ منشیکوف پست فرماندار کل فنلاند را بر عهده گرفت. او عمدتاً خود را وقف امور دریایی کرد. تأثیر بد او بر توسعه نیروی دریایی روسیه پیشرفت فنی و آموزش رزمی آن را متوقف کرد.

## اواخر عمر
در سال ۱۸۵۳، منشیکوف برای یک مأموریت ویژه به استانبول فرستاده شد و با شروع جنگ کریمه به فرماندهی کل ارتش روسیه در خشکی و دریا منصوب شد. او فرماندهی ارتش روسیه را در رود آلما و اینکرمان بر عهده داشت. منشیکوف از خود بی‌کفایتی و عدم استعداد نظامی نشان داد که موجب شد در ۱۵ فوریه ۱۸۵۵ از فرماندهی برکنار شد و پرنس میخائیل دیمیتریویچ گورچاکوف جایگزین او شد. او بین دسامبر ۱۸۵۵ و آوریل ۱۸۵۶، پست فرماندار کل کرونشتات را داشت و سپس بازنشسته شد. سرانجام الکساندر منشیکوف در ۱ مه ۱۸۶۹ در سنت پترزبورگ درگذشت.
اولین کشتی بخار فنلاندی یعنی «فورست منشیکوف» (به انگلیسی: Furst Menschikoff) به نام او نامگذاری شد.